# Eva Murková
Eva Murková (* 29. května 1962, Bojnice) je bývalá československá a později slovenská atletka, která se věnovala skoku do dálky.
V roce 1983 se stala v Budapešti halovou mistryní Evropy (677 cm). Na dalších dvou šampionátech, v Göteborgu 1984 a v Pireu 1985 vybojovala stříbrné medaile. Na prvním ročníku mistrovství světa v Helsinkách 1983 skončila ve finále na sedmém místě (680 cm).

## Osobní rekordy
- skok daleký (hala) – (699 cm, 2. březen 1985, Pireus) – NR
- skok daleký (dráha) – (701 cm, 26. květen 1984, Bratislava) – NR